# Encarsia septentrionalis
Encarsia septentrionalis är en stekelart som beskrevs av Hayat 1989. Encarsia septentrionalis ingår i släktet Encarsia och familjen växtlussteklar.
Artens utbredningsområde är Pakistan. Inga underarter finns listade i Catalogue of Life.